# Primera División de Islas Feroe 2022
La Primera División de Islas Feroe 2022 (conocida como Betri deildin menn por razones de patrocinio) fue la edición número 80 de la Primera División de las Islas Feroe. La temporada comenzó el 5 de marzo y terminó el 22 de octubre.

## Sistema de competición
Los 10 equipos participantes jugaron entre sí todos contra todos tres veces totalizando 27 partidos por cada equipo. Al final de la temporada el primer clasificado garantizó un cupo para la Liga de Campeones 2023-24, mientras que el segundo y el tercero clasificado garantizaron un cupo para la Liga Europa Conferencia de la UEFA 2023-24. Por otro lado los dos últimos clasificados descendieron a la 1. deild 2023.
Un tercer cupo para la Liga Europa Conferencia de la UEFA 2023-24 fue asignado al campeón de la Copa de Islas Feroe.

## Equipos participantes
| Equipo          | Ciudad     | Estadio          | Capacidad |
| --------------- | ---------- | ---------------- | --------- |
| 07 Vestur       | Sandavágur | Á Dungasandi     | 2000      |
| Argja Bóltfelag | Argir      | Argir Stadium    | 2000      |
| B36             | Tórshavn   | Gundadalur       | 5000      |
| B68             | Toftir     | Svangaskarð      | 1450      |
| EB/Streymur     | Streymnes  | Við Margáir      | 2000      |
| HB              | Tórshavn   | Gundadalur       | 5000      |
| KÍ              | Klaksvík   | Við Djúpumýrar   | 4000      |
| NSÍ             | Runavík    | Við Løkin        | 2000      |
| Skála           | Skála      | Undir Mýruhjalla | 1000      |
| Vikingur        | Norðragøta | Sarpugerði       | 3000      |

### Ascensos y descensos
| Pos. | Ascendidos de 1. Deild 2021 |
| ---- | --------------------------- |
| 1    | Skála                       |
| 3    | Argja Bóltfelag             |

| Pos. | Descendidos de Primera división 2021 |
| ---- | ------------------------------------ |
| 9    | ÍF                                   |
| 10   | TB                                   |

## Desarrollo

### Clasificación
| Pos. | Equipo          | Pts. | PJ | G  | E | P  | GF | GC | Dif. | Clasificación 2023-24                       |
| ---- | --------------- | ---- | -- | -- | - | -- | -- | -- | ---- | ------------------------------------------- |
| 1    | KÍ (C)          | 77   | 27 | 25 | 2 | 0  | 78 | 7  | +71  | Primera ronda de la Liga de Campeones       |
| 2    | Víkingur        | 58   | 27 | 18 | 4 | 5  | 68 | 25 | +43  | Primera ronda de la Liga Europa Conferencia |
| 3    | HB              | 55   | 27 | 17 | 4 | 6  | 56 | 27 | +29  | Primera ronda de la Liga Europa Conferencia |
| 4    | B36             | 41   | 27 | 12 | 5 | 10 | 51 | 27 | +24  | Primera ronda de la Liga Europa Conferencia |
| 5    | EB/Streymur     | 35   | 27 | 10 | 5 | 12 | 31 | 54 | −23  |                                             |
| 6    | 07 Vestur       | 29   | 27 | 7  | 8 | 12 | 34 | 61 | −27  |                                             |
| 7    | Argja Bóltfelag | 29   | 27 | 8  | 5 | 14 | 33 | 63 | −30  |                                             |
| 8    | B68             | 27   | 27 | 8  | 3 | 16 | 35 | 53 | −18  |                                             |
| 9    | NSÍ (D)         | 21   | 27 | 6  | 3 | 18 | 31 | 59 | −28  | Descenso a la 1. deild 2023                 |
| 10   | Skála (D)       | 10   | 27 | 1  | 7 | 19 | 25 | 68 | −43  | Descenso a la 1. deild 2023                 |

 Fuente: FSF
Notas:
1. ↑  Dado que el campeón de la Copa de Islas Feroe 2022 (Víkingur) clasificó a la Liga Europa Conferencia mediante su logro conseguido en la copa nacional, el cupo que otorga dicho torneo en esa competencia europea fue cedido al cuarto clasificado de este campeonato.

## Goleadores
| Rank | Jugador              | Club          | Goles |
| ---- | -------------------- | ------------- | ----- |
| 1    | Sølvi Vatnhamar      | Víkingur Gøta | 18    |
| 2    | Jóannes Bjartalíð    | KÍ Klaksvík   | 14    |
| 3    | Páll Klettskarð      | KÍ Klaksvík   | 13    |
| 3    | Stefan Radosavljević | HB Tórshavn   | 11    |
| 3    | Mads Borchers        | 07 Vestur     | 11    |
| 3    | Michał Przybylski    | B36 Tórshavn  | 11    |